# طش ورش (مسلسل)
طش ورش مسلسل كوميدي تراثي كويتي، العرض الأول سنة 1993, عدد الحلقات كاملة 13.

## بطولة
حياة الفهد - علي المفيدي - مريم الصالح - أحمد الصالح - طارق العلي - أحمد جوهر - سماح - فرح علي

## القصة
تدور أحداث المسلسل حول العلاقة الاجتماعية التي يعيشها أسره بو سعود
(أحمد الصالح) الذي يستقيل من عمله عندما يعرف بموضوع التثمين وتبدا الديون بالتراكم عليه,
ام سعود (حياة الفهد) دوما في شجار مع جارتها ام لطيفة (مريم الصالح)
سعود (أحمد جوهر) يراعي مصالح المحل (الدكان) الذي يعمل به
مساعد (طارق العلي) الذي يحب بنت الجيران لطيفة (فرح علي) .